# Mariino evangelium

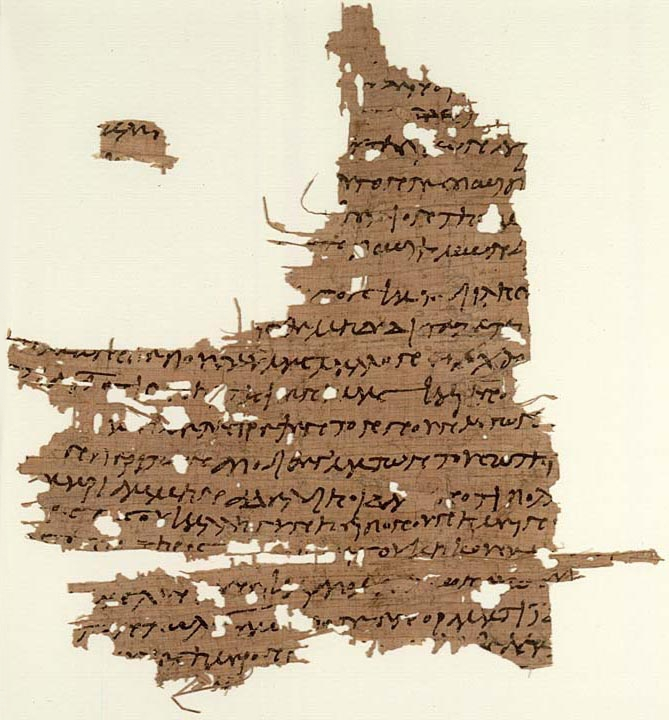
Zlomky papyru s Mariiným evangeliem (naleziště Oxyrhynchos)

Mariino evangelium (MEv) se řadí mezi gnostická apokryfní evangelia. Zachovalo se pouze částečně, a to v různých jazycích. Původním jazykem byla řečtina. Vedle řeckých zlomků (Rylandsův papyrus 463 a Papyrus Oxyrhynchus 3525) se zachovalo v koptském překladu (Berlínský gnostický kodex 8502). Toto evangelium je datováno mezi 2. polovinu 2. století a počátek 3. století. Koptský překlad Mariina evangelia byl stejně jako Tajná kniha Janova, Moudrost Ježíše Krista (oba gnostické spisy) a Skutek Petrův (negnostický) objeven při odkoupení Berlínským muzeem v Egyptě (roku 1896).

## Dochované rukopisy
Text Mariina evangelia se dochoval ve třech rukopisech:
1. Berlínský gnostický kodex 8502 (BG). Tento kodex obsahuje nejúplnější dochovanou verzi Mariina evangelia, a to v sahidském dialektu koptštiny. Je datován do počátku 5. století.
2. Rylandsův papyrus 463. Obsahuje dva zlomky řecky psaného Mariina evangelia. Datuje se do raného 3. století.
3. Papyrus Oxyrhynchus 3525. Jde o papyrový zlomek Mariina evangelia v řečtině, datuje se rovněž do 3. století.

## Literární žánr
Mariino evangelium není evangeliem takovým, jaká známe z Nového zákona. Vzhledem k tomu, že se jedná o gnostický text, je zde hlavním tématem spíše duchovní stránka člověka, kdežto hlavním tématem evangelia jako literárního žánru je postava Ježíše Krista (jeho život, smrt, zmrtvýchvstání). Gnostické texty mívají formu výroků vzkříšeného Ježíše nebo rozmluvy s ním. V případě Mariina evangelia se jedná o formu rozhovoru.

## Témata
Dílo je filozoficky laděno, je zde také patrný vliv gnóze. Prvním tématem je látka, která se dá také vykládat jako tělo poutané k nevědomosti, působící hřích, smilstvo. 
V další části je hlavním tématem popis obrazu, který sděluje Marie Magdalena apoštolům. Tímto obrazem je myšleno vidění, které měl Ježíš Kristus. Evangelium rovněž poukazuje na důležitost mysli pro člověka. 
Následujícím tématem je výstup duše do nebes, přičemž nebesa zde nejsou považována za instanci nejvyšší, nýbrž za místo, kde sídlí mocnosti. Duše na této cestě narazí na mnoho překážek například v podobě živlů a mocností (temnota, žádostivost, nevědomost…). Tyto nástrahy překoná a dojde poznání.

## Marie Magdalena
Marie Magdalena je hlavní postavou spisu. Zároveň jako jediná dochází poznání z rozprav vedených s Ježíšem. Při vypravování Ježíšova proroctví apoštolům se Marie dostane do konfliktu s Ondřejem a Petrem. Ti obviňují Marii ze záměny Ježíšových myšlenek. Konflikt urovná Lévi (podle autorů Jana Duse a Petra Pokorného se zřejmě jedná o Matouše) - „Na její obranu vystupuje Lévi (Matouš?)“. Po argumentaci Léviho apoštolové uvěřili a kázali evangelium podle Marie.

## Ukázka z textu
Tato ukázka předkládá Léviho argumentaci při sporu Marie s Petrem. O tomto konfliktu (Marie a Petra) autoři Dus a Pokorný píší: „Spor Marie s Petrem bývá vykládán jako konfrontace gnostického křesťanství s rodícím se církevním, ‚pravověrným‘, které vedlo k formování církevní organizace.“
„Lévi odpověděl a řekl Petrovi: ‚Petře, tys věčně rozzlobený. Nyní tě vidím, kterak se přeš se ženou na způsob protivníků. Jestliže ji Spasitel učinil (toho) hodnou, kdo pak jsi ty, abys ji odmítl? Zajisté ji Spasitel spolehlivě znal. Proto ji miloval více než nás. Spíše se styďme, oblečme dokonalého Člověka a učiňme jej ze sebe tak, jak nám přikázal on, a pojďme kázat evangelium a neklást jiná vymezení, ani jiné zákony mimo to, co řekl Spasitel.‘“